# Laeops guentheri
 Laeops guentheri és un peix teleosti de la família dels bòtids i de l'ordre dels pleuronectiformes.

## Morfologia
Pot arribar als 14 cm de llargària total.

## Distribució geogràfica
Es troba des de les costes del Golf Pèrsic fins al Golf de Tailàndia i Indonèsia.